# 玉山城墙
28°40′16″N 118°15′18″E / 28.67111°N 118.25500°E
玉山城墙位于中国江西省上饶市玉山县县城冰溪镇。
玉山城墙可追溯至明正德三年（1518年），知县谭世熙在县城东西建了两个关门。嘉靖四十一年（1562年）春正式动工修筑城墙，由推官姚篚及知县韩子表先后负责，于当年冬建成。城墙长四千二百步（约合七里），墙基宽一丈八尺，顶宽一丈二尺；墙高一丈六尺，女墙高四尺。有四城门：东“润泽”，西“廉善”，南“垂教”，北“采粟”。隆庆年间在东南及西南增开两道小城门：“儒林”、“杏花”，俗称小东门、小西门。其后及清朝多次重修。今城墙仅在东南两面残留一千余米，大东门小东门及南门基本保存。1982年12月20日，玉山县人民政府将其定为县级文物保护单位。2006年被列为江西省文物保护单位。

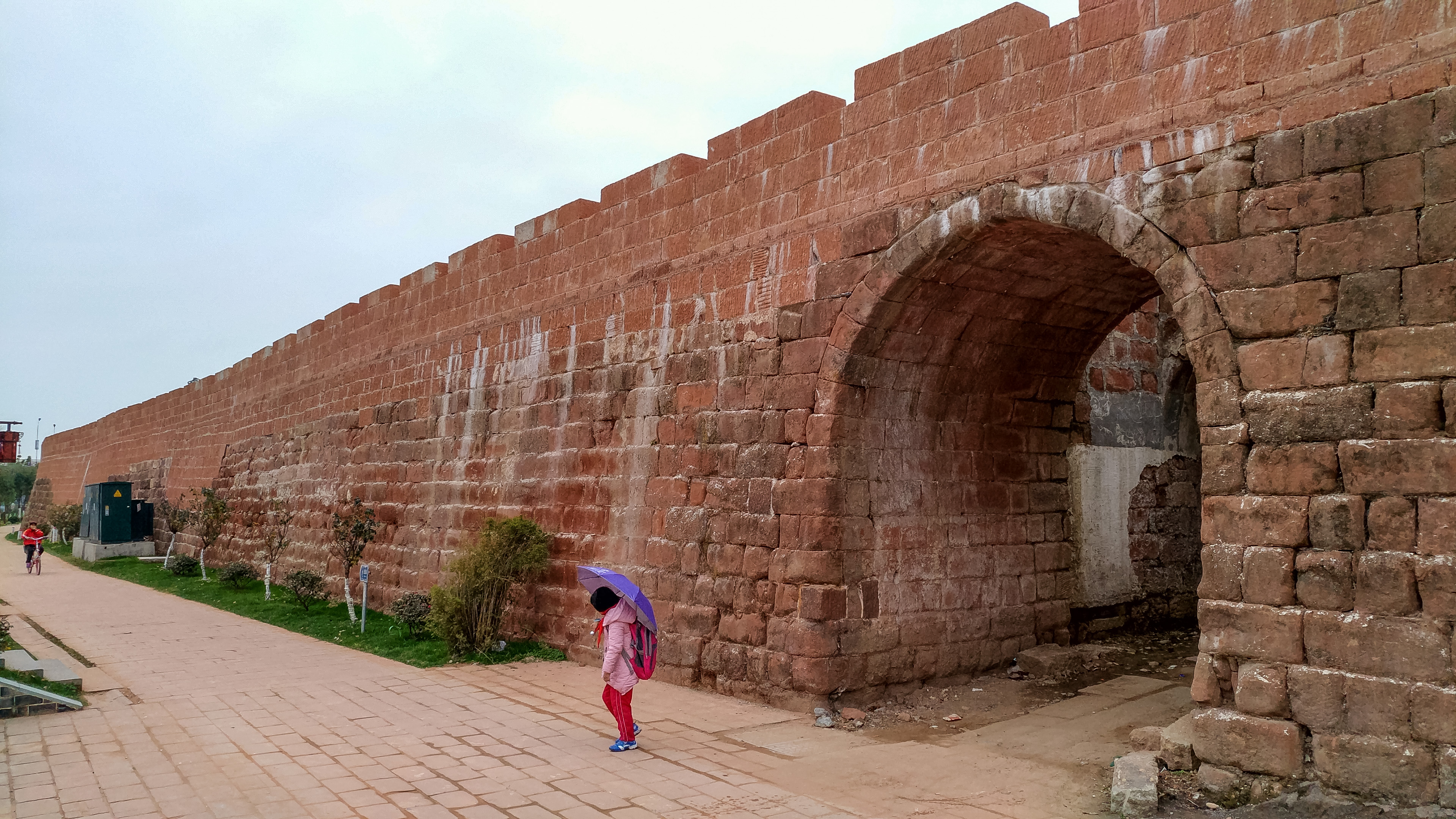
玉山城墙